# Chthonius leruthi
Chthonius leruthi är en spindeldjursart som beskrevs av Beier 1939. Chthonius leruthi ingår i släktet Chthonius och familjen käkklokrypare. Inga underarter finns listade i Catalogue of Life.